# Felix Hoppe-Seyler
Felix Hoppe-Seyler (Freyburg, 26 de diciembre de 1825-Wasserburg, 10 de agosto de 1895) fue un médico, químico y fisiólogo alemán. Huérfano desde muy joven, tras estudiar la carrera de Medicina se enfocó en la investigación. 
A lo largo de su carrera fue profesor en las universidades de Greifswald, Tubinga y Estrasburgo y tuvo como alumnos a notables científicos. Considerado uno de los pioneros de la bioquímica, publicó un manual de fisiología y análisis patológico para médicos y estudiantes y fue autor de Physiologische Chemie, un libro de texto de cuatro volúmenes sobre química fisiológica. Se interesó en materias diversas, como el estudio de la hemoglobina, las clorofilas, los cartílagos o la bilis, entre otras.

## Biografía

### Halle, Leipzig y Berlín

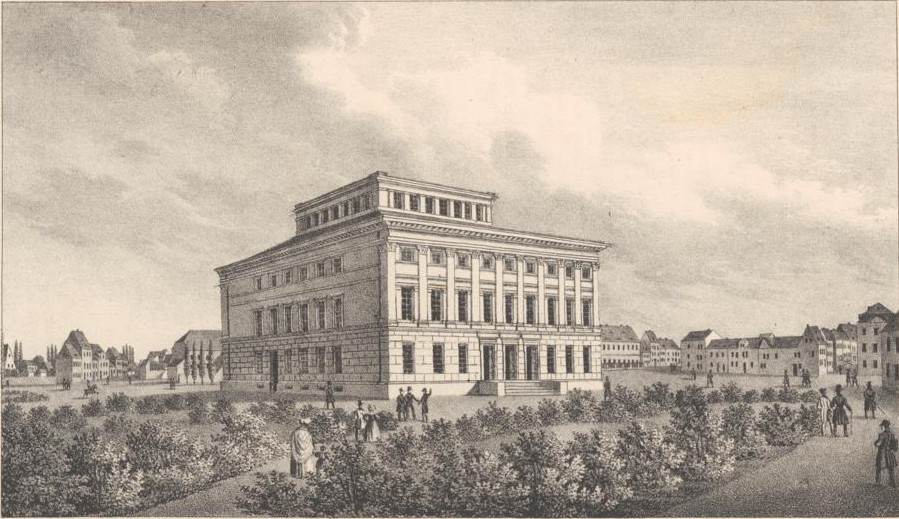
La Universidad de Halle durante la primera mitad del s. xix.

Nació el 26 de diciembre de 1825 en Freyburg, con el nombre de Ernst Felix Immanuel Hoppe, en el seno de una familia de tradición docente y ministros. Fue el décimo hijo del pastor Ernst Hoppe y de Frederike Nitzsch. Su madre murió cuando él tenía seis años y su padre tres años más tarde, así que se le asignó un hogar de acogida, con la familia Seyler. Más tarde ingresaría en el orfanato de Halle y en el Gymnasyum de dicha ciudad, etapa formativa que finalizaría en 1846, tras haber desarrollado vocación para las ciencias naturales y las matemáticas; en otoño de ese mismo año se matriculó en la Facultad de Medicina de la Universidad de Halle.
Mantuvo una duradera amistad con los hermanos Ernst y Eduard Weber; debido a la influencia de estos, ingresaría en la Universidad de Leipzig. En la primavera de 1850 fue a Berlín y ese mismo año se doctoró, con una tesis titulada Über die Struktur des Knorpels und Einiges über das Chondrin. Esta tesis y su trabajo posterior en la misma dirección le atrajo la amistad y atención del patólogo Rudolf Virchow.

### Greifswald y Berlín
Después de obtener el título de médico practicante en 1851, pasó un tiempo en Praga estudiando obstetricia. Luego volvió a Berlín y trabajó como médico. Como no le atraía demasiado esta profesión, en 1854 ingresó en la Universidad de Greifswald, donde fue primero «prosector», en Anatomía, y más tarde Privatdocent. Descontento con su situación personal, se planteó emigrar a América, mas Virchow le desaconsejaría la partida, y para convencerle le ofreció el puesto de asistente en su nuevo laboratorio en Berlín. Felix Hoppe terminaría quedándose a cargo del laboratorio de Química patológica y pronto este ganó fama dentro del mundo de la Química fisiológica; por él pasaron científicos como Wilhelm Kühne, Alexander Schmidt, Friedrich Daniel von Recklinghausen o Serguéi Botkin, entre otros. En 1858 publicó Anleitung zur pathologisch-chemischen Analyse für Aerzte und Studirende, un manual que sería objeto de numerosas reediciones y ampliaciones. Ese año se casó con Agnes Franziska Maria Borstein, con quien tuvo dos hijos.

### Tubinga
En 1861 se le ofreció la cátedra de Química aplicada en la Universidad de Tubinga, que aceptó. Allí instaló su laboratorio en las antiguas cocinas de un viejo palacio y comenzó la etapa más fructífera de su carrera. Tendría como alumnos en su grupo de investigación a científicos como Friedrich Miescher, Eugen Baumann, August von Froriep, Oskar Liebreich o Ernst Leopold Salkowski, entre otros. Impartió clases tanto de Química inorgánica como Química orgánica, turnándose con Adolph Strecker y más tarde con Rudolph Fittig; también alternó Toxicología y Química fisiológica.
En 1862 obtuvo el espectro de absorción del pigmento de la sangre, en 1863 sugirió por primera vez la circulación enterohepática y descubrió la existencia de trazas de indicano en la orina humana; en 1864 le daría por primera vez a la hemoglobina dicho nombre («Hämoglobin») en un artículo publicado en Archiv für pathologische Anatomie und Physiologie und für klinische Medicin; y, también ese año, bautizaría a la forma oxigenada como «Oxyhämoglobin» (oxihemoglobina).

Um Verwechselungen zu vermeiden, nenne ich den Blutfarbstoff Hämatoglobulin oder Hämoglobin.
Para evitar confusiones, llamo al pigmento de la sangre hematoglobulina o hemoglobina.
(Hoppe-Seyler, 1864, p. 233)

En 1864 fue adoptado de forma oficial por su familia de acogida, tomando el nombre de Hoppe-Seyler. También realizaría investigaciones relacionadas con la química inorgánica, la mineralogía o la geología: por ejemplo, en 1865, estudiaría la deshidratación del yeso por calentamiento y cómo la presencia de disoluciones saturadas de cloruro de sodio o de calcio rebajaban la temperatura requerida para obtener el hemihidrato o la anhidrita; y hacia 1866, detectó la presencia de indio, un elemento que había sido recientemente descubierto, en la wolframita.
Hacia 1867, Hoppe-Seyler y Parke trabajaron en aislar lecitina en forma cristalina, en experimentos en los que partían de yema de huevo, aunque algunos autores arguyen que obtuvieron una lecitina impurificada con una cantidad excesiva de cefalina. En 1869, Friedrich Miescher llevó a cabo en el laboratorio de Hoppe-Seyler el primer aislamiento de ácidos nucleicos, a los que él denominó «nucleínas», a partir de restos de glóbulos blancos, que supuso el descubrimiento del ADN. Hoppe-Seyler, inseguro con el hallazgo, decidió replicar los experimentos a lo largo de 1870, con los que confirmaría los resultados de Miescher. En 1871 empleó por primera vez el término «hematoporfirina» para denominar a la sustancia púrpura que logró aislar después de tratar muestras de hemoglobina con ácido sulfúrico.

### Estrasburgo
En 1872, aceptó la cátedra de Química fisiológica en la Universidad de Estrasburgo, abandonando Tubinga. En Estrasburgo, de donde ya no se movería profesionalmente, tuvo como primer asistente durante los primeros años a Eugen Baumann, que se desplazó con él desde Tubinga. Aquí pasaron por su grupo de trabajo alumnos como Albrecht Kossel, futuro Premio Nobel, Léon Fredericq, Hans Thierfelder, Georg Ledderhose o Rudolf von Jaksch, entre otros. En 1877, fundaría la Zeitschrift für Physiologische Chemie y entre dicho año y 1881 publicó sus cuatro volúmenes de Physiologische Chemie, un notable libro de texto de química fisiológica, en el que acuñaría el término «Biochemie» (bioquímica), al aparecer escrito por primera vez en su introducción al primer volumen de la obra.
Hacia 1879 obtuvo un producto de descomposición de la clorofila al que denominó «Chlorophyllan» (clorofilano), para obtener más tarde otra porfirina, a la que llamaría «Phylloporphyrin» (filoporfirina), a partir de estos tratamientos. Ya en 1894 «descubriría» un derivado de la quitina, un polímero al que bautizó «Chitosan» (quitosano). Falleció a la edad de sesenta y nueve años, a causa de un ataque al corazón repentino que le sobrevino en su residencia de verano del lago de Constanza el 10 de agosto de 1895. Fue sucedido en la cátedra de Estrasburgo por Franz Hofmeister. Hoppe-Seyler es considerado uno de los fundadores de la química fisiológica.

## Notas

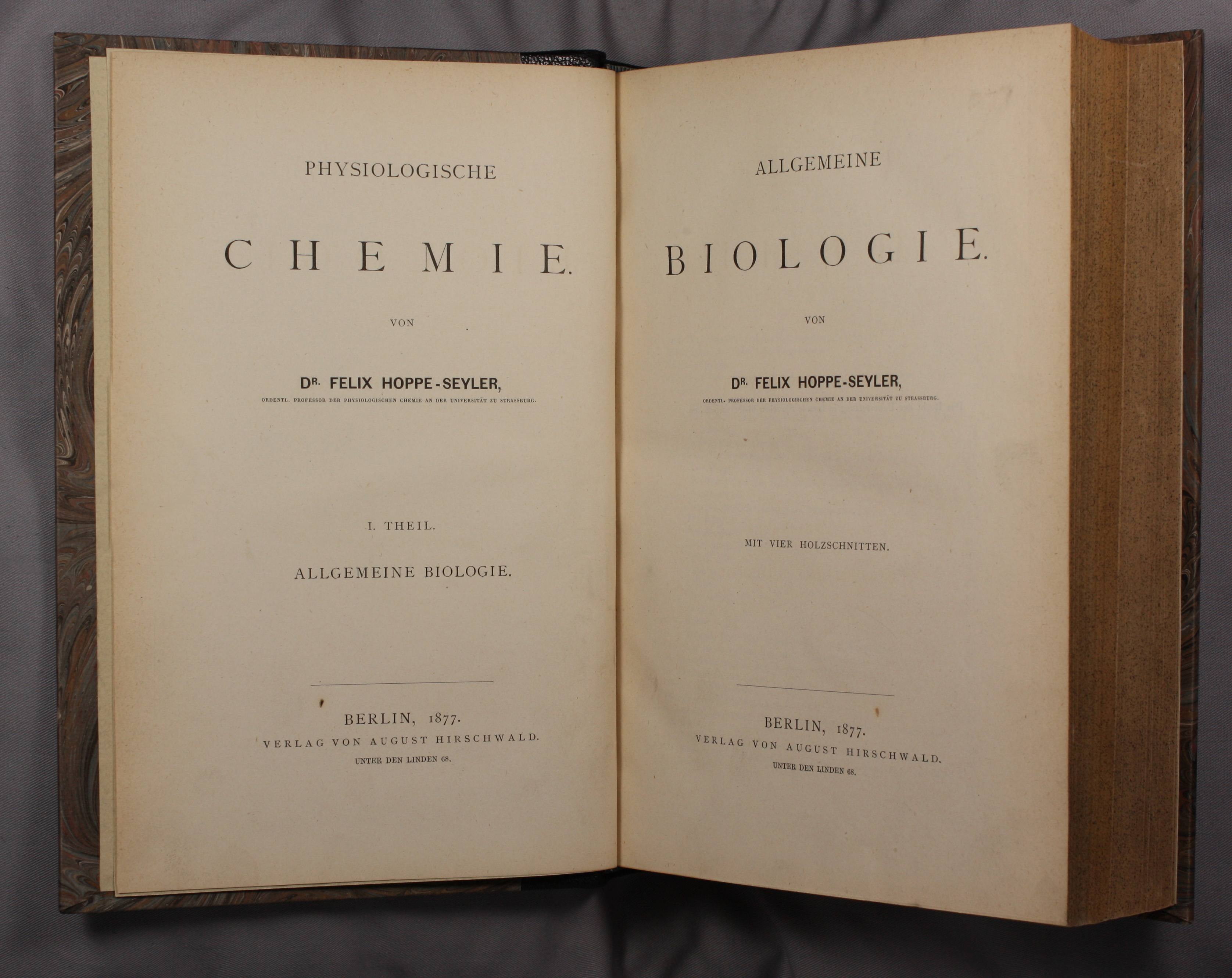
Un tomo de Physiologische Chemie (1877).